# Angel (Islington)
Pour les articles homonymes, voir Angel.
Angel (ou The Angel) est un quartier du borough londonien d'Islington. Son code postal est EC1.